# It Was All a Dream
It Was All a Dream è il primo album in studio del girl group statunitense Dream, pubblicato nel 2001.

## Tracce
1. It Was All a Dream (Intro) – 1:16
2. He Loves U Not – 3:46
3. In My Dreams – 4:55
4. This Is Me – 3:12
5. I Don't Like Anyone – 3:27
6. Reality (Interlude) – 3:27
7. Pain – 3:55
8. When I Get There – 3:55
9. What We Gonna Do About Us – 4:28
10. Jordan (Interlude) – 1:54
11. Mr. Telephone Man – 5:02
12. Angel Inside – 3:10
13. Do You Wanna Dance – 3:06
14. Miss You – 4:14
15. Our Prayer (Interlude) – 1:04
16. How Long – 4:05
17. He Loves U Not (Remix) – 3:10

## Formazione
- Holly Blake-Arnstein
- Diana Ortiz
- Ashley Poole
- Melissa Schuman